# Hilkenschwende
Hilkenschwende ist eine Wüstung auf dem Gebiet der Stadt Harzgerode im Landkreis Harz.

## Geschichte
In Hilkenschwende befand sich bereits seit dem Mittelalter ein Vorwerk, das zum Amt Rammelburg in der Grafschaft Mansfeld gehörte und sich im Besitz der begüterten Grafen von Mansfeld befand. Durch Verschuldung war Graf David von Mansfeld gezwungen, dass ihm gehörende Amt Rammelburg mit dem Vorwerk Hilkenschwende zu verpfänden. Im Jahre 1602 übernahm es der in Buhla und Großbodungen ansässige Caspar von Berlepsch, der es nach Zahlung von 100.000 Reichstalern in Besitz nahm. Graf David von Mansfeld war nach Ablauf der vereinbarten Zeit von 15 Jahren nicht in der Lage, das Pfand einzulösen, so dass das Amt Rammelburg mit Hilkenschwende fortan im Besitz der Adelsfamilie von Berlepsch blieb. Im Jahre 1624 wurde das Vorwerk an Adrian Arndt Stammer aus Ballenstedt überlassen, der es u. a. als Viehhof nutzte.
Im Dreißigjährigen Krieg wurde das Vorwerk Hilkenschwende mehrfach Opfer von Plündereien der Harzschützen, die sämtliche Pferde und den gesamten Viehbestand forttrieben und dem Besitzer hohe Preise für das Zurückbringen der Tiere auferlegten. Da dieser nicht im Stande war, die enorm hohen Gebühren zu bezahlen, erhielt er den größten Teil seiner Pferde sowie sämtliches Vieh nicht mehr zurück, worüber er sich bei seinem Landesherrn, dem Grafen von Mansfeld, beschwerte. Letzterer war hingegen machtlos gegenüber den Raubzügen der Harzschützen.
Zuletzt befand sich Hilkenschwende auf der Flur der Gemeinde Dankerode. Am 1. August 2009 schloss sich die Gemeinde Dankerode mit den Städten Güntersberge und Harzgerode sowie den Gemeinden Königerode, Schielo, Siptenfelde und Straßberg zur neuen Stadt Harzgerode zusammen.
In Richtung Neuhaus und Paßbruch befand sich im Wald die sagenumwobene Untermühle.